# زابوروو (شهرستان شدلتسه)
زابوروو (به لهستانی:  Zaborów) یک روستا در لهستان است که در گمینا پژسمکی واقع شده‌است. زابوروو ۹۶ نفر جمعیت دارد.